# مقاطعة واشنطن (ويسكونسن)
مقاطعة واشنطن هي مقاطعة في ويسكونسن، بلغ عدد سكانها 131٬887  نسمة، في 2010، عاصمتها ويست بيند.

## الموقع
تشترك في الحدود مع:
- مقاطعة شيبويجان (ولاية ويسكونسن)
- مقاطعة ميلووكي
- مقاطعة واكيشا
- مقاطعة أوزاوكي
- مقاطعة فوند دو لاك
- مقاطعة دودج.

## التقسيمات الإدارية
- ويست بيند.